# Droits individuels et collectifs
Les droits collectifs, aussi appelés droits de groupe, sont les droits et libertés exercés par une communauté (ou un groupe) en tant que telle, plutôt que par les membres pris séparément. Par opposition, les droits individuels sont exercés par des personnes distinctes. Le concept de droits collectifs est utilisé aussi bien pour restreindre que pour protéger l'exercice des droits individuels et il est à l'origine de polémiques.

## Droit international
Les droits collectifs peuvent être reconnus dans des textes internationaux. comme dans la Déclaration des droits des peuples autochtones a été adoptée par l'Assemblée générale de l'ONU le 13 septembre 2007,.

## Droit par pays
(juillet 2022).

### Canada
Au Canada, dans la Loi constitutionnelle de 1982, l'article 35 reconnaît des droits aux peuples autochtones en tant que nations autochtones. Il s'agit notamment pour l'État d'honorer ses obligations aux termes des traités conclus avec les peuples autochtones, tels que les droits de pêche et de chasse. L'article 35 inclut aussi des droits linguistiques, d'après l'article 6 de la Loi sur les langues autochtones. L'article 16. 1 L.C. 1982 protège aussi l'égalité des communautés linguistiques française et anglaise du Nouveau-Brunswick.

#### Québec
Au Québec, la notion de droits collectifs concerne les droits exercés par le peuple québécois en tant que collectivité.

### Union soviétique
Dans l'Union soviétique, la conception des droits de l'homme était très différente des conceptions répandues en Occident. Selon la théorie juridique soviétique, « c'est l'État qui est le bénéficiaire des droits de l'homme, lesquels doivent être réclamés contre l'individu ». L'État soviétique était considéré comme la source des droits de l'homme. Par conséquent, le système juridique soviétique considérait le droit comme un bras de la politique et les tribunaux comme des agences du gouvernement.

### Documentation
- Barzilai, Gad (2003), Communities and Law: Politics and Cultures of Legal Identities. The University of Michigan Press, 2003. Second print 2005.  (ISBN 0-47211315-1).
- Eric Mack, « Individual Rights », dans Ronald Hamowy, The Encyclopedia of Libertarianism, Thousand Oaks, California, 2008, 245–247 p. (ISBN 978-1-4129-6580-4, OCLC 750831024, LCCN 2008009151, DOI 10.4135/9781412965811.n150, lire en ligne){{Article encyclopédique}} : l'usage du paramètre |périodique = SAGE Publications, Cato Institute laisse présager

- Corsin Bisaz, The Concept of Group Rights in International Law. Groups as Contested Right-Holders, Subjects and Legal Persons, vol. 41, Leiden/Boston, Martinus Nijhoff, coll. « The Raoul Wallenberg Institute of Human Rights Library », 2012 (ISBN 978-9004-22870-2)
- Peter Jones et Peter M. R. Stirk, « Cultures, group rights, and group-differentiated rights », dans Maria Dimova-Cookson (éd.), Multiculturalism and Moral Conflict, vol. 35, New York, Routledge, coll. « Routledge Innovations in Political Theory », 2010 (ISBN 0-415-46615-6), p. 38–57